# Fed Cup 2011 – blok A 1. skupiny zóny Evropy a Afriky
Blok A 1. skupiny zóny Evropy a Afriky Fed Cupu 2011 představoval jednu ze čtyř podskupin 1. skupiny. Hrálo se mezi 2. až 5. únorem v areálu Municipal Tennis Club izraelského Ejlatu venku na dvorcích s tvrdým povrchem. 
Tři týmy se utkaly ve vzájemných zápasech. Vítěz sehrál zápas s vítězem bloku D o účast v baráži Světové skupiny II pro rok 2012. Družstvo z druhého místa se střetlo s druhým z bloku C o konečné 5. až 8. místo 1. skupiny. Třetí tým pak sehrál utkání o udržení se čtvrtým z bloku C. Poražený sestoupil do 2. skupiny zóny.

## Blok A
|     |                | Švýcarsko | Velká Británie | Dánsko | Zápasy V/P | Sety V/P | Hry V/P | Pořadí |
| 19. | Švýcarsko      |           | 2–1            | 2–1    | 2–0        | 8–4      | 64–37   | 1.     |
| 31. | Velká Británie | 1–2       |                | 2–1    | 1–1        | 6–7      | 50–51   | 2.     |
| 39. | Dánsko         | 1–2       | 1–2            |        | 0–2        | 5–8      | 48–63   | 3.     |

- V/P – výhry/prohry

## Zápasy

### Švýcarsko vs. Velká Británie
| | Švýcarsko | 2 :                                                                     | 1   | Velká Británie |    |  |
| --- | --------- | ----------------------------------------------------------------------- | --- | -------------- | -- |  |
| Municipal Tennis Club, Ejlat, Izrael 2. února 2011 tvrdý (venku) |           |                                                                         |     |                |    |  |
| \| \| \| \| 1. \| 2. \| 3. \| \| \| -- \| \| ----------------------------------------------------------------------- \| --- \| --- \| -- \| \| \| 1. \| \| Timea Bacsinszká Heather Watsonová \| 6 1 \| 6 3 \| \| \| \| 2. \| \| Patty Schnyderová Anne Keothavongová \| 6 1 \| 6 2 \| \| \| \| 3. \| \| Timea Bacsinszká / Amra Sadikovicová Jocelyn Raeová / Heather Watsonová \| 4 6 \| 3 6 \| \| \| \| \| \| \| \| \| \| \| \| \| \| \| \| \| \| \| \| \| \| \| \| \| \| \| \| \| \| \| \| \| \| \| \| \| \| \| \| \| \| \| |           |                                                                         |     |                |    |  |
| |           |                                                                         | 1.  | 2.             | 3. |  |
| 1. |           | Timea Bacsinszká Heather Watsonová                                      | 6 1 | 6 3            |    |  |
| 2. |           | Patty Schnyderová Anne Keothavongová                                    | 6 1 | 6 2            |    |  |
| 3. |           | Timea Bacsinszká / Amra Sadikovicová Jocelyn Raeová / Heather Watsonová | 4 6 | 3 6            |    |  |
| |           |                                                                         |     |                |    |  |
| |           |                                                                         |     |                |    |  |
| |           |                                                                         |     |                |    |  |
| |           |                                                                         |     |                |    |  |
| |           |                                                                         |     |                |    |  |

### Švýcarsko vs. Dánsko
| | Švýcarsko | 2 :                                                                    | 1   | Dánsko |    |  |
| --- | --------- | ---------------------------------------------------------------------- | --- | ------ | -- |  |
| Municipal Tennis Club, Ejlat, Izrael 3. února 2011 tvrdý (venku) |           |                                                                        |     |        |    |  |
| \| \| \| \| 1. \| 2. \| 3. \| \| \| -- \| \| ---------------------------------------------------------------------- \| --- \| --- \| -- \| \| \| 1. \| \| Timea Bacsinszká Karen Barbatová \| 6 0 \| 6 1 \| \| \| \| 2. \| \| Patty Schnyderová Caroline Wozniacká \| 3 6 \| 3 6 \| \| \| \| 3. \| \| Timea Bacsinszká / Patty Schnyderová Mai Grageová / Caroline Wozniacká \| 6 3 \| 6 2 \| \| \| \| \| \| \| \| \| \| \| \| \| \| \| \| \| \| \| \| \| \| \| \| \| \| \| \| \| \| \| \| \| \| \| \| \| \| \| \| \| \| \| |           |                                                                        |     |        |    |  |
| |           |                                                                        | 1.  | 2.     | 3. |  |
| 1. |           | Timea Bacsinszká Karen Barbatová                                       | 6 0 | 6 1    |    |  |
| 2. |           | Patty Schnyderová Caroline Wozniacká                                   | 3 6 | 3 6    |    |  |
| 3. |           | Timea Bacsinszká / Patty Schnyderová Mai Grageová / Caroline Wozniacká | 6 3 | 6 2    |    |  |
| |           |                                                                        |     |        |    |  |
| |           |                                                                        |     |        |    |  |
| |           |                                                                        |     |        |    |  |
| |           |                                                                        |     |        |    |  |
| |           |                                                                        |     |        |    |  |

### Dánsko vs. Velká Británie
| | Dánsko | 1 :                                                                  | 2   | Velká Británie |     |  |
| --- | ------ | -------------------------------------------------------------------- | --- | -------------- | --- |  |
| Municipal Tennis Club, Ejlat, Izrael 4. února 2011 tvrdý (venku) |        |                                                                      |     |                |     |  |
| \| \| \| \| 1. \| 2. \| 3. \| \| \| -- \| \| -------------------------------------------------------------------- \| --- \| --- \| --- \| \| \| 1. \| \| Karen Barbatová Heather Watsonová \| 0 6 \| 1 6 \| \| \| \| 2. \| \| Caroline Wozniacká Anne Keothavongová \| 6 0 \| 6 2 \| \| \| \| 3. \| \| Mai Grageová / Caroline Wozniacká Jocelyn Raeová / Heather Watsonová \| 7 5 \| 5 7 \| 5 7 \| \| \| \| \| \| \| \| \| \| \| \| \| \| \| \| \| \| \| \| \| \| \| \| \| \| \| \| \| \| \| \| \| \| \| \| \| \| \| \| \| \| |        |                                                                      |     |                |     |  |
| |        |                                                                      | 1.  | 2.             | 3.  |  |
| 1. |        | Karen Barbatová Heather Watsonová                                    | 0 6 | 1 6            |     |  |
| 2. |        | Caroline Wozniacká Anne Keothavongová                                | 6 0 | 6 2            |     |  |
| 3. |        | Mai Grageová / Caroline Wozniacká Jocelyn Raeová / Heather Watsonová | 7 5 | 5 7            | 5 7 |  |
| |        |                                                                      |     |                |     |  |
| |        |                                                                      |     |                |     |  |
| |        |                                                                      |     |                |     |  |
| |        |                                                                      |     |                |     |  |
| |        |                                                                      |     |                |     |  |